# Association for European Life Science Universities
Association for European Life Science Universities (ICA) ist der Zusammenschluss von mehr als 50 Universitäten der Biowissenschaften mit dem Ziel der verbesserten und koordinierten wissenschaftlichen Ausbildung und gemeinsamer Forschungs-Projektbeteiligung von Mitgliedern. Das Generalsekretariat der ICA befindet sich auf dem Campus der Tschechischen Agraruniversität Prag.

## Geschichte
Die ICA wurde 1988 unter dem Namen Interfaculty Committee Agraria als Netzwerk von europäischen Universitäten gegründet und erhielt 2006 den heutigen Namen. Die Mitgliedschaft steht allen Hochschulen in Europa offen, die sich auf die Biowissenschaften in den Bereichen Landwirtschaft, Ernährung, Forstwirtschaft, natürliche Ressourcen, ländliche Entwicklung und Umwelt in den 46 Ländern des Bologna-Prozesses konzentrieren. Assoziationsmitgliedschaft ist offen für Universitäten außerhalb Europas.
Die ICA verbindet sieben ständige Ausschüsse unter dem Dach des ICA-Rates. Der ICA-Rat fungiert als Forum für die Vernetzung und die Einleitung neuer Projekte zwischen den ständigen Ausschüssen und der ICA. Er kooperiert auch mit anderen europäischen und internationalen Netzwerken und mit internationalen Studentenvereinigungen.
Die zentralen Ziele der ICA, auf fachlicher, organisatorischer und politischer Ebene, ist die Förderung und Unterstützung europäischer Universitäten mit Schwerpunkt auf den Biowissenschaften.
Dazu gehört eine aktive Rolle bei internationalen Qualitätssicherungs- und Akkreditierungsprozessen, Verbesserung der Beziehungen zwischen Wirtschaft und Universitäten in Bezug auf Bildung, Forschung und Innovation, sowie die Unterstützung der weltweiten Internationalisierung der Mitglieder und durch Beteiligung der ICA an der Arbeit internationaler Netzwerke.